# Heiko Gerber
Heiko Gerber (Stollberg, 1972. július 11. –) német válogatott labdarúgó, edző. Jelenleg a VfB Stuttgart ifjúsági csapatainál tevékenykedik, mint edző.
A német válogatott tagjaként részt vett az 1999-es konföderációs kupán.

## Sikerei, díjai
- VfB Stuttgart
  - Német bajnok: 2006-07